# Paix de Wittstock
La paix de Wittstock signée jeudi après le dimanche de Quasimodo, 12 avril 1442 à Wittstock met fin à un conflit entre la marche de Brandebourg et le Mecklembourg à propos de la succession et de l'héritage du prince Guillaume de Mecklembourg († 1436).

## Contexte
Le duché de Mecklembourg, un territoire immédiat du Saint-Empire depuis 1348, était divisé depuis le XIIIe siècle entre les principautés (seigneuries) de Mecklembourg et celles de Parchim, de Werle et de Rostock. En 1352, les fils de Henri II de Mecklembourg (1266-1329), le duc Albert II le Grand et son frère cadet Jean Ier se partagèrent tous les biens de leur père: c'est la naissance des seigneuries de Schwerin et de Stargard.
Avec la mort de Guillaume, le 8 septembre 1436, la ligne de Mecklembourg-Werle s'éteignit et sa principauté reviendra au duc Henri IV le Gras, chef de la maison de Mecklembourg. Le conflit, à cette époque permanente de différends frontaliers et de disputes de voisinage,  s'enflamma en 1440 sur une querelle qui a lieu entre la seigneurie de Stargard et le duché de Poméranie. Cette guerre implique notamment Henri de Mecklembourg-Stargard, dit l'Ancien, qui invoque ses droits d'héritage à propos de Werle, ainsi que des prétentions élevées par le Brandebourg sur l'héritage de la principauté de Stargard et la ville d'Anklam, où le margrave Jean IV de Brandebourg se met du côté des ducs de Poméranie.
La conclusion du traité permet de reconfigurer le sud-ouest du Mecklembourg qui perd définitivement l'Uckermark en faveur du Brandebourg. De plus les Brandebourgeois peuvent hériter des droits sur le Mecklembourg, au cas où la dynastie s'éteindrait en lignée masculine (bien que cela n'a jamais eu lieu).